# Mikiola fagi
Cécidomyie du hêtre
Espèce
Le moucheron Mikiola fagi, la cécidomyie du hêtre, est une espèce d'insectes diptères nématocères dont la larve produit une petite galle pointue (en forme de pépin d'orange).

## Description
L'insecte pond ses œufs sur les feuilles à la fin du printemps. Il se forme alors une excroissance, ou galle, qui dépasse sur les deux faces des feuilles des hêtres. La galle est petite (de 5 à 10 mm), dure et prend d'abord une forme de pépin d'orange (larves mâles) ou de petit citron (larves femelles, voir photo). Chaque galle ne contient qu'une larve, de couleur blanche. La couleur de la galle évolue de verte à rougeâtre. Après une période de croissance, la cavité centrale, qui contient la larve, se détache et tombe au sol en automne. La larve hiverne à l'intérieur, se métamorphose en nymphe, puis forme un insecte (imago) au printemps : il s'agit d'un petit moucheron (3 à 4 mm) dont l'envol passe inaperçu.
Cet insecte est présent sur toute la zone de répartition du hêtre européen. Il peut atteindre toutes les parties du feuillage mais semble privilégier les feuilles les plus ensoleillées : sa fréquence d'apparition s'accroît à mesure que l'on progresse dans la canopée.